# Blackout. Завтра буде запізно
«Blackout. Завтра буде запізно» (нім. Blackout. Morgen ist es zu spat) — технологічний трилер від Марка Елсберґа, дія якого відбувається у найближчому майбутньому. Роман розповідає про два тижні після катастрофічного широкомасштабного відключення електроенергії в Європі, що сталося внаслідок кібератаки.

## Історія
За словами Елсберґа, він вигадав ідею книжки, коли дізнався про виробництво електричних зубних щіток, де всі деталі постачаються точно в строк. Він зрозумів, наскільки пов'язаний світ. Ідея книжки виникла у 2008 році. 
Паралельно з дослідженнями Елсберга, управа з оцінки технологій в Бундестазі Німеччини замовила широкомасштабне наукове дослідження  вразливості сучасного суспільства — на прикладі широкомасштабного і довготривалого збою в електропостачанні.
У 2012 році Йохен Гоманн, президент Федерального мережевого агентства, презентував книжку.
До січня 2013 року було продано 130 000 примірників німецькомовного видання. А вже до 2019 року було продано 1,7 мільйона. Книжку перекладено 15 мовами, зокрема італійською, французькою, японською, голландською та українською. Також були продані права на фільми. Книжка була дуже успішною в Японії.

## Анотація
У глобалізованому сучасному світі всі системи життєзабезпечення людини діють як єдиний організм. І все гаразд, коли цей організм не уражений аніякими недугами. І от раптом, зненацька, збій: систему порушено... Як у будь-якої цілісності - висновок один: ланцюгова реакція... 
Випадковість? А якщо ні?.. Витівки антиглобалістів?.. І що далі? Блекаут? Особливо якщо це стосується енергозабезпечення: затемнення, затьмарення, потьмарення... На тисячі кілометрів довкола... І чи всі побачать бодай промінь світла в кінці темного тунелю-безвиході? А з ним - і промінь надії, що виведе людство на второвані вже шляхи прогресу...

## Нагороди
Журнал Bild der Wissenschaft проголосував за роботу «Найзахопливіша книга знань року» 2012 року.

## Видання українською
- Марк Ельсберг. Blackout. Завтра буде запізно / пер. Петро Таращук. Рідна Мова, 2016. 528 с.